# 朱江户
朱江户（1908年—1994年8月1日），又名朱刚夫，男，江西莲花人，中国茶叶专家，中国林业经济学先驱。

## 生平

### 海外求学
朱江户祖籍江西省莲花县琴亭镇花塘村。1908年，出生于日本江户。1927年朱江户高中毕业。1928年至1928年在日本浪速高等学校留学，期间参加了反对帝国主义大同盟。
1932年前往德国柏林大学学习。1935年在德国参加中国共产党担任德国共产党语言小组的组织委员，同时积极参加反帝活动，参加了旅德华侨抗日救国联合会，负责宣传工作。同年，经刘庆云与前往国外周游的吴觉农结识，并谈到中国的茶叶复兴问题，得以对茶叶问题产生兴趣。
在德留学期间，对卡夫卡的著作产生浓厚兴趣，与同在德国留学的乔冠华关系颇好。一次“留德学生抗日联合会”召开大会，中国驻德使馆通知希特勒政府，派出大队警察，与黄琪翔一同被捕，后经多方交涉，给予释放。

### 回国抗日
1938年2月，由全欧华侨抗日救国联合会组织，与乔冠华、温朋九、刘绛雯（温朋九之妻）一同乘坐法国游船“霞飞”号回国，与陈希周、许德瑗、游毓桢被中共长江局派遣参加云干班（国民革命第七十军战时步兵干部培训班），教授“大众哲学”和“日语”，于国民革命军七十军担任参议和政治总教官，上校军衔，受陈希周委托与杨东莼分别在武汉和长沙招收青年学生，办事处设原日租界。在云干班期间，还受李觉委托，与陈希周两人率文工团到各旅、团进行讲演宣传。
1939年，岳阳发生“平江惨案”，中共湘鄂赣特委将18名党员由杨乐如送来干部训练班驻地贵溪，其中陈昂、刘美印、郑芬、郭云龙（郭美芬化名）、杨大明、万人杰、许益等8人安排在学生连，其他分配在大队部和各连。李觉、陈希周、游毓桢和朱江户各自凑集资金，在上清成立了消费合作社，以安排岳阳来的党员，由李西安任经理，暗中作为共产党的地下交通站使用。

### 上富惨案
1940年8月13日，陈希周被暗杀。8月16日，“云干班”学生连迁往军部驻地奉新县罗坊镇。此时，岳阳籍学生连学员杨大明所寄家信在深夜由妹妹念给父母听时，被当地叛徒杨其春窃听并通告给岳阳县长，薛岳得知后即两次发密电，令国民革命第七十军军长李觉从严查办此事，李觉收到消息后将其透露给朱江户，朱江户则将此事秘密告知学习连支部书记陈昂。
8月17日，朱江户骑马来学生连，以集合学生简短训话为名，暗中交给陈昂一个纸团，纸团中有十元纸币并写有“速向上高方向逃走”的文字。但薛岳已发出第三份电报，并派副官参谋带杨其春率步兵连赶到奉新，当场逮捕了陈昂、刘美印、郑芬、杨大明、万人杰、许益七人。除许益因年龄仅十六七岁，又有军法处刑讯科长的堂弟、区队长陆承恕的担保和学生连长何畏的说情，得以保释外，其余六人全部被押解到上富镇受审，并于10月14日下午被枪杀，是为“上富惨案”。
朱江户还要求郭超三弟郭安国通知其他共产党员党员紧急转移，三日后，朱江户发现众人因缺钱难以转移后，立即要求大队部给每人预支十二元钱，使得转移顺利进行。
事件发生后，李觉紧急安排他去桂林避难，是时其弟朱洁夫正于桂林黄琪翔处任职。

### 事后经历
1941年，茶叶研究所新建，所长为吴觉农，朱江户前往浙江省衢州东南茶叶改良总场工作，后又任福建省崇安茶叶研究所研究员。
1942年3月，任莲花县立初级中学校长，1945年6月应吴觉农邀请重返位于衢州万川的东南茶叶研究所工作。
1946年4月前往台湾省工作，任台北商品检验局局长，期间函邀陈观沧来局茶检室工作。
1950年2月返回大陆，任中央人民政府农业计划司编纂处副处长。同年9月，因陈铭枢请求，由周恩来致电邓子恢，改任中南军政委员会农林部副部长（陈铭枢任部长）。

### 大学任教
1952年5月调任北京大学任教。同年10月，北京林学院成立，调任该校担任教授，加入中国民主同盟，参与学院创建、教学以及科研工作。
1953年，北京林学院于林学专业下开设了“林业政策与管理”课程，由朱江户教授负责，属于全国首创。1954年11月，北京林学院成立“林业经济教研组”，朱江户任该组主任。1957年5月，参加林业部组织的赴德意志民主共和国和捷克斯洛伐克共和国林业考察团。
在北京林学院任教期间加入中国民主同盟，历任学院民盟小组副组长、组长（1979年）、主任委员（1985年），并曾担任中国民主同盟北京市第五届委员会市委委员，中国民主同盟北京市第六届、第七届委员会顾问。
文革期间受到冲击。1986年5月，重新加入中国共产党。
1987年退休。1994年8月1日去世，享年86岁。

## 家族
伯曾祖朱益藩为清末帝师、京师大学堂监督。父亲朱念祖为国民党议员、江西教育厅厅长。弟弟朱洁夫曾任国务院参事。